# Kreis Bergell
| Bergell             | Bergell           |
| ------------------- | ----------------- |
| Bergell             |                   |
| Basisdaten          |                   |
| Staat:              | Schweiz           |
| Kanton:             | Graubünden (GR)   |
| Bezirk:             | Maloja            |
| Hauptort:           | Bregaglia         |
| Fläche:             | 251,45 km²        |
| Einwohner:          | 1613 (31.12.2009) |
| Bevölkerungsdichte: | 6 Einw. pro km²   |
| Aufgehoben am:      | 31. Dezember 2015 |
| Karte               |                   |
| Karte von Bergell   |                   |

Der Kreis Bergell (italienisch Circolo di Bregaglia) war bis zum 31. Dezember 2015 einer von insgesamt 39 Kreisen des Schweizer Kantons Graubünden. Er umfasste den grössten Teil des Bergells (Val Bregaglia). Zusammen mit dem Kreis Oberengadin bildete er den Gerichts- und Verwaltungsbezirk Maloja. Durch die Bündner Gebietsreform wurden die Kreise aufgehoben.

## Geographie

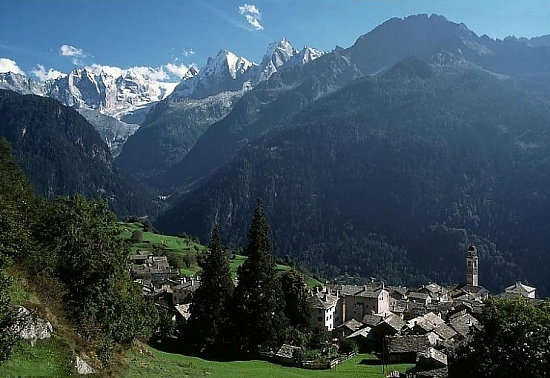
Soglio im Bergell, Blick zu den Bondasca-Bergen mit Sciora, Piz Cengalo und Piz Badile

Das Bergell ist das Tal der oberen Mera (im Bergeller Dialekt Maira) zwischen dem Malojapass (1815 m ü. M.) und dem lombardischen Chiavenna (333 m ü. M.). Der obere und weitaus grösste Teil des Tals gehört zum Kanton Graubünden, der untere Teil zur italienischen Provinz Sondrio. Unterhalb von Stampa befindet sich eine burgbewehrte Talenge (die Porta), die das Tal in die beiden Abschnitte Sopraporta und Sottoporta trennt. Der obere Abschnitt, das Sopraporta, ist alpin geprägt mit Lärchen und zählt bereits zur insubrischen Zone; hier finden sich Kastanienwälder und später vereinzelte Palmen. Das Bergell ist tief eingeschnitten zwischen den Rätischen Alpen im Norden und im Süden den Bergeller Alpen, wo drei Täler in das Bergell münden: Val Forno, Val da l’Albigna und Val Bondasca.
Der Silsersee markiert jenseits der Wasserscheide die politische Grenze zum Kreis Oberengadin; der Loverobach bei Castasegna bildet die Landesgrenze zu Italien.

## Wappen
Blasonierung: In Silber auf schwarzem Schildfuss im Zinnenschnitt aufrecht schreitender schwarzer Steinbock, rot bewehrt.

## Verwaltungsgliederung
Flächenmässig umfasste der Kreis Bergell 251,45 km² und somit 25,83 % der Gesamtfläche des Bezirks Maloja. Das Bergell gehört zum italienischsprachigen Teil (76 % im Jahr 1990) Graubündens und ist als einziges Gebiet dieses Teils reformiert (71 % im Jahr 1990). Von den insgesamt 18 035 Einwohnern des Bezirks leben aber gerade nur 8,5 % in der politischen Gemeinde Bregaglia bzw. im Kreis Bergell:
| Wappen    | Name der Gemeinde | Einwohner (31. Dez. 2007) | Fläche in km² | BFS-Nr |
| --------- | ----------------- | ------------------------- | ------------- | ------ |
| Bregaglia | Bregaglia         | 1586                      | 251,45        | 3792   |

## Veränderungen im Gemeindebestand seit 2000

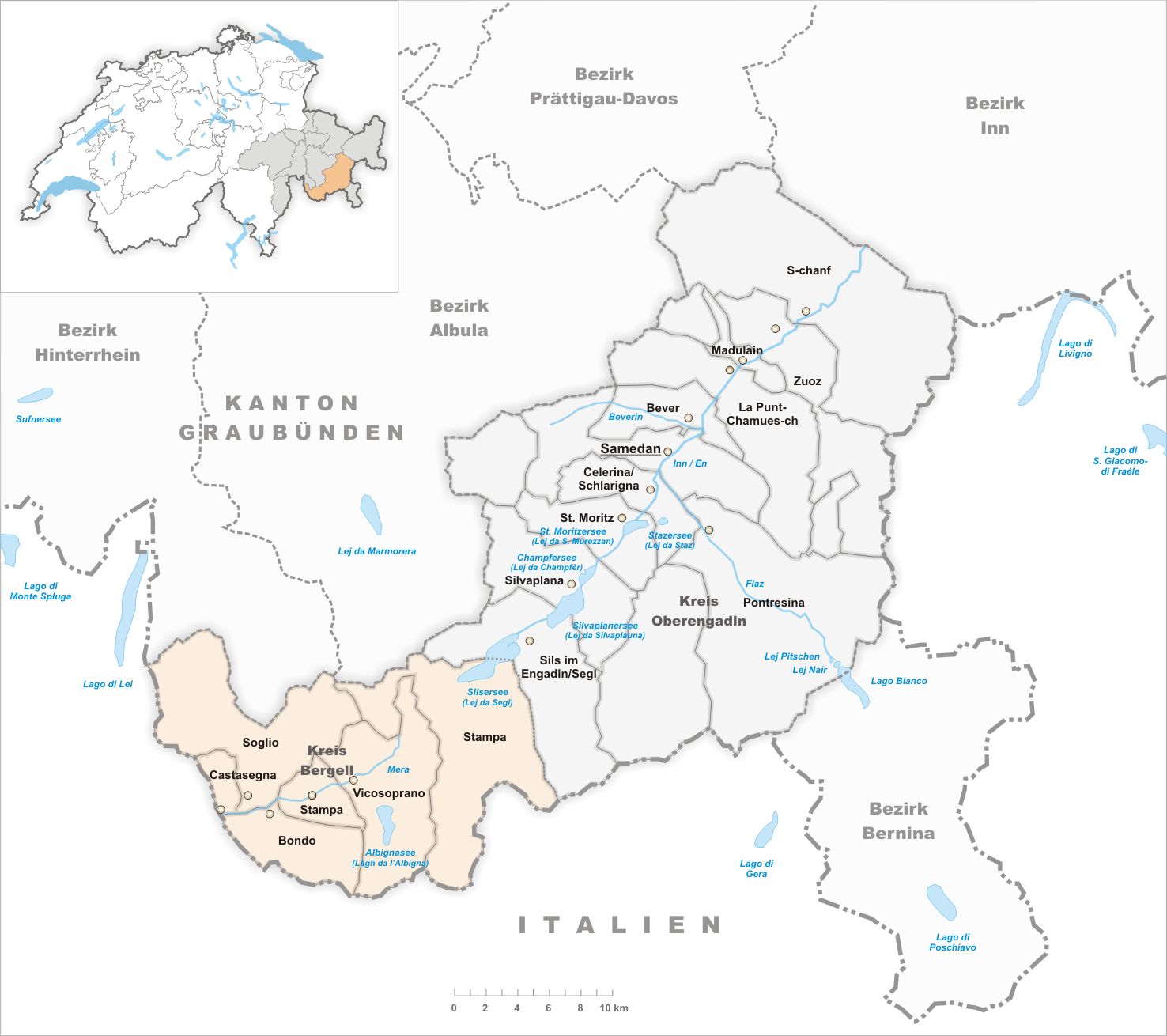
Gemeinden bis 2009

### Fusionen
- 2010: Bondo, Castasegna, Soglio, Stampa und Vicosoprano → Bregaglia

Im Bezirk Maloja (Circolo di Bregaglia/Kreis Bergell) haben die ehemaligen fünf Gemeinden Bondo, Castasegna, Soglio, Stampa und Vicosoprano auf den 1. Januar 2010 zu der einzigen Gemeinde Bregaglia (Bergell) fusioniert, womit Kreis Bergell und Gemeinde Bergell heute identisch sind.
Kreishauptort und Zentrum des Tals ist Vicosoprano. Zum Sopraporta gehören die Gemeinden Vicosoprano und Stampa; zum Sottoporta Bondo, Castasegna und Soglio. Villa di Chiavenna und Piuro liegen im Staatsgebiet von Italien.
Der überwiegende Teil der Verwaltung ist in der Oberengadiner Gemeinde Samedan angesiedelt. Der Kreis Oberengadin trägt mit 11 von 12 Gemeinden des Bezirks Maloja die Verantwortung für die regionalen Aufgaben, wie die Regionalplanung, das Spital Oberengadin, das Alters- und Pflegeheim Oberengadin und den Öffentlichen Verkehr.

## Geschichte
Historisch entstand der Kreis Bergell wie alle anderen Kreise Graubündens im Jahre 1851 im Zuge der vollständigen Neuordnung des Kantons in politischer, administrativer und gerichtlicher Hinsicht. Das ehemalige Hochgericht Bergell ist seit 1851 ein Kreis des Bezirkes Maloja. Geographisch gelten die Kreise als Nachfolger der Gerichtsgemeinden; die Aufgaben und Kompetenzen waren jedoch mit Kanton, Bezirken und Gemeinden zu teilen. Die Kreise sind Selbstverwaltungskörperschaften und Wahlkreise für den Grossen Rat. Ihnen obliegen Teile der Gerichtsbarkeit sowie das Betreibungs-, Vormundschafts- und Zivilstandswesen.
In den letzten 150 Jahren litt das Tal unter einer starken Abwanderung: Die Bevölkerung verringerte sich von 1803 mit 2'170 Einwohnern bis ins Jahr 1990 auf 1'434 Einwohner (1'586 im Dezember 2007), und die einst dominierende Landwirtschaft verlor an Bedeutung. Die Nutzung der Wasserkraft und der Tourismus brachten neue Arbeitsplätze und Finanzmittel – so finden sich in Viscosoprano ein Kraftwerk und ein Unterwerk des Elektrizitätswerks der Stadt Zürich (EWZ), das nebst der Stadt Zürich auch die Bündner Talschaften, wo ein beträchtlicher Teil des Stroms produziert wird, versorgt.